# サナバレス
サナバレス（Sanabares、在位：西暦50年頃 - 65年頃）は、アルサケス朝パルティアの王。
彼の治世については殆ど何も知られていない。およそ15年余りの間にわたり、メルブ市を拠点に支配していたことがコインの発行によって知られている。彼の時代パルティアの大部分はゴタルゼス2世やヴォノネス2世、ヴォロガセス1世の支配下にあった。